# 中国宏观经济研究院

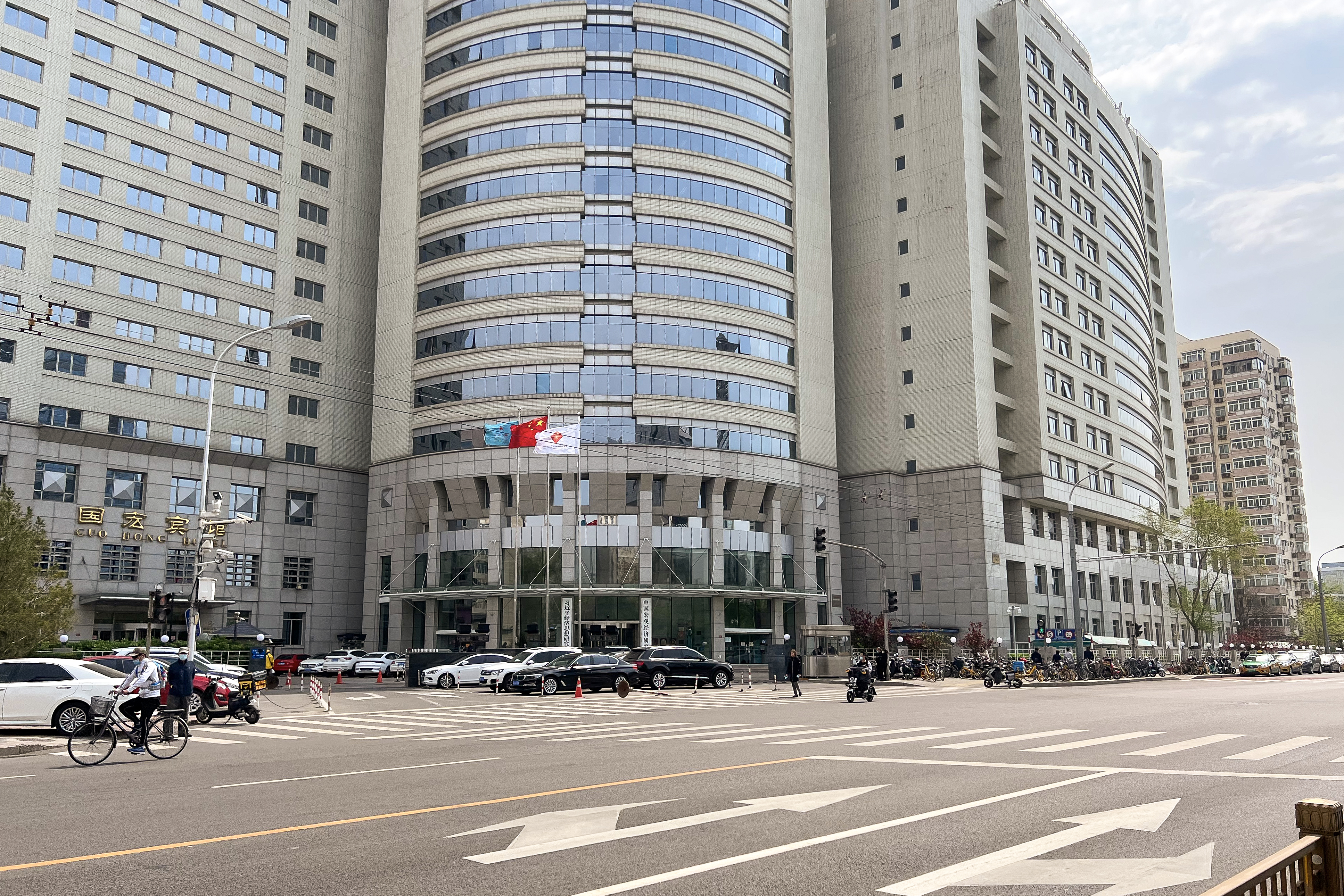
本机构总部位于北京市西城区木樨地北里甲11号国宏宾馆

中国宏观经济研究院（Academy of Macroeconomic Research, AMR），全称国家发展和改革委员会宏观经济研究院，简称宏观院，是中华人民共和国国家发展和改革委员会直属研究机构，位于北京市西城区木樨地北里甲11号。

## 简介
下设经济研究所、对外经济研究所、投资研究所、产业经济与技术经济研究所、国土开发与地区经济研究所（区域发展战略研究中心）、社会发展研究所、市场与价格研究所、能源研究所、综合运输研究所、经济体制与管理研究所及杂志社和学会、研究会等代管挂靠机构，具有贴近国家宏观经济管理决策机构、贴近中国发展实际、学科专业比较齐全的特色，以应用研究和政策研究为主，主要为中央宏观经济决策和国家发展改革委中心工作服务，同时面向社会提供咨询服务。2015年11月经中央深改办批准，成为第一批国家高端智库建设试点单位。

## 沿革
1995年，国家计划委员会宏观经济研究院在原国家计划委员会经济研究中心基础上组建。
1998年，国家计划委员会更名为国家发展计划委员会，研究院同时更名为国家发展计划委员会宏观经济研究院。
2003年，国家发展计划委员会更名为国家发展和改革委员会，研究院同时更名为国家发展和改革委员会宏观经济研究院。